# Marbach (Svizzera)
Marbach (, toponimo tedesco) è un comune svizzero di 2 118 abitanti del Canton San Gallo, nel distretto di Rheintal.

## Geografia fisica
Il territorio di Marbach si estende sul versante occidentale della valle del Reno.

## Storia
Il comune politico di Marbach è stato istituito nel 1803.

## Monumenti e luoghi d'interesse
- Chiesa parrocchiale cattolica di San Giorgio, attestata dall'VIII secolo[3];
- Chiesa riformata, eretta nel 1955[3];
- Castello di Weinstein.

## Società

### Evoluzione demografica
L'evoluzione demografica è riportata nella seguente tabella:
Abitanti censiti

## Infrastrutture e trasporti
Marbach è attraversato dalla strada principale 13 ed è servito dalla stazione di Rebstein-Marbach sulla ferrovia Coira-Rorschach.